# Emeraldella

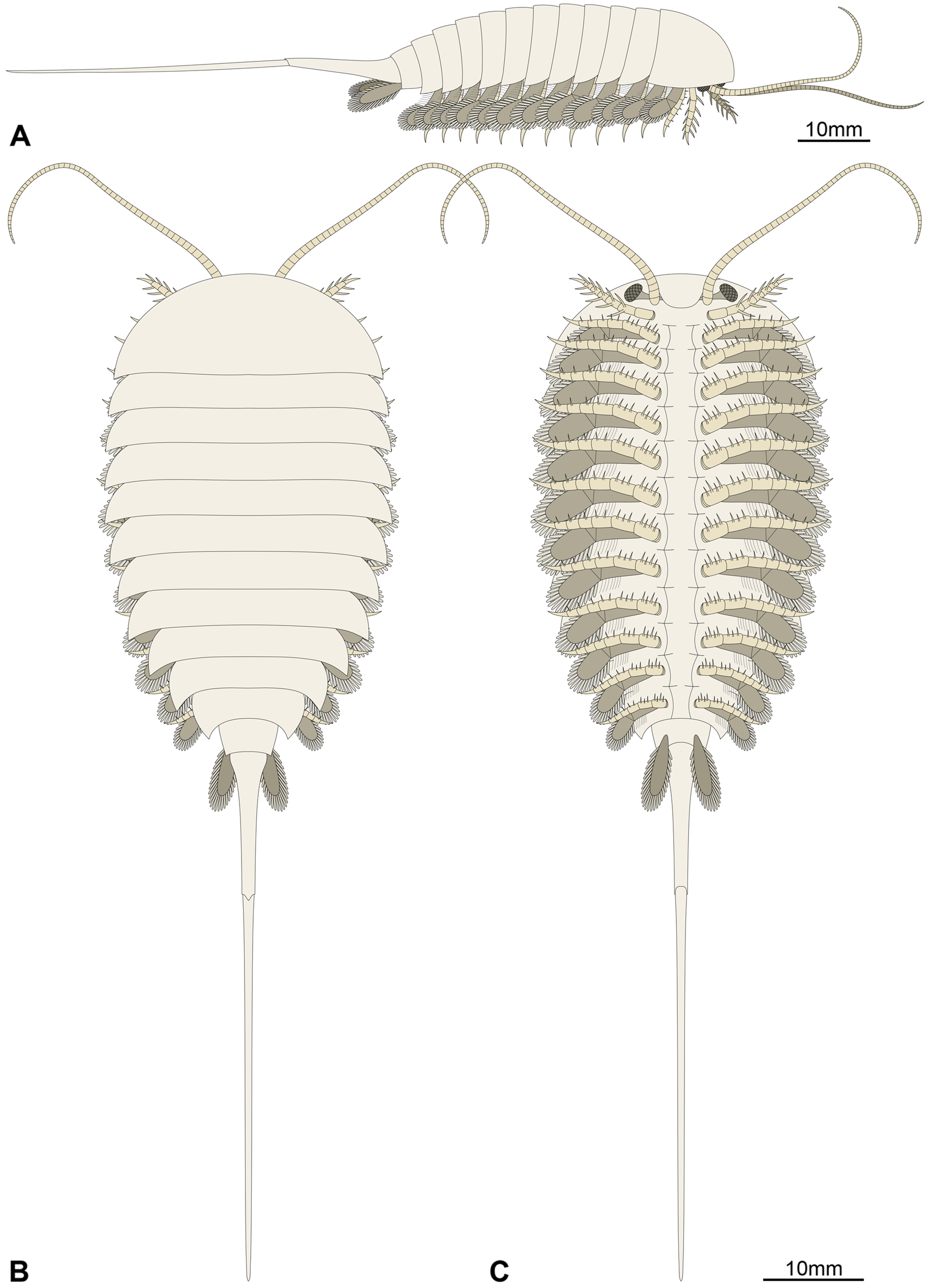
Реконструкция Emeraldella brutoni

Emeraldella (лат.) — род членистоногих (артропод), обитавших в среднем кембрисйком периоде на территории Северной Америки. Типовой вид E. brocki описан из сланцев Бёрджес в 1912 году. Двадцать один образец Emeraldella известны из слоя филлопод, где составляют <0.1 % сообщества. Повторное исследование вида проведено в 2012 году. Второй вид — E. brutoni — известен из сланцев Уилер и был описан в 2011 году. В 2019 г. был описан дополнительный экземпляр E. brutoni, который позволил лучше изучить анатомию животного. Emeraldella помещена в качестве базального представителя клады Vicissicaudata в составе Artiopoda — группы членистоногих, содержащей трилобитов и их родственников.

## Описание
Хвостовые щитки присутствуют на терминальном тергите наряду с удлинённым шипом.

### Emeraldella brocki
E. brocki достигает не менее 60 мм в длину, в туловище 12 тергитов, удлинённый тельсон. Усики длинные, могут достигать длины тела, состоят из более чем 80 сегментов. Глазные структуры у этого вида, судя по всему, отсутствуют.

### Emeraldella brutoni
E. brutoni достигает до 50 мм в длину, обладает 10 тергитами в туловище и прозрачными оцеллиями. В отличие от E. brocki усики этого вида сохранились недостаточно хорошо, чтобы оценить их истинную длину.